# Андреа Ягер
Андреа Ягер (на английски: Andrea Jaeger) е професионална тенисистка от САЩ.
Има кратка, но много успешна тенис кариера, прекратена преждевременно поради голяма травма на рамото. Ягер достига до финал на сингъл на Уимбълдън през 1983 г. и Откритото първенство на Франция през 1982 г. Тя достига до полуфинали на сингъл през 1982 г. на Откритото първенство на Австралия и през 1980 и 1982 на Откритото първенство на САЩ. Отделно от това има осем титли на сингъл.
След като се оттегля през 1987 г., тя се отдава на служба в полза на обществото, благотворителност и филантропия. През 2006 г. тя става Сестра Андреа, англиканска доминиканска монахиня.